# Острець
Остре́ць (болг. Острец) — село в Тирговиштській області Болгарії. Входить до складу общини Тирговиште.

## Населення
За даними перепису населення 2011 року у селі проживали 435 осіб.
Національний склад населення села:
| Національність   | Кількість осіб | Відсоток |
| ---------------- | -------------- | -------- |
| цигани           | 326            | 75,5%    |
| болгари          | 72             | 16,7%    |
| турки            | 30             | 6,9%     |
| Всього відповіли | 432            |          |

Розподіл населення за віком у 2011 році:
Динаміка населення: